# ألين موريس
ألين موريس (بالبرتغالية: Aline Cristine Dorelli de Magalhães e Morais‏) هي عارضة وممثلة برازيلية، ولدت في 22 ديسمبر 1982 في البرازيل.

## وصلات خارجية
- ألين موريس على موقع IMDb (الإنجليزية)
- ألين موريس على موقع ألو سيني (الفرنسية)
- ألين موريس على موقع ميوزك برينز (الإنجليزية)
- ألين موريس على موقع ديسكوغز (الإنجليزية)
- ألين موريس على موقع قاعدة بيانات الفيلم (الإنجليزية)